# 南條郡
南條郡（日语：／ Nanjō gun */?）為位於日本福井縣中部的郡。
現僅轄有一町：
- 南越前町

在1879年實施郡區町村編制法時的轄區，還包括現在的越前市南部區域。

## 歷史
過去在令制國時代屬於越前國，此區域最初分屬丹生郡和敦賀郡，後來在約12世紀後才在兩郡之間新設南仲條郡，南仲條郡在1664年更名為南條郡。
大約在12世紀至16世紀期間，杣山曾建有杣山城，並成為瓜生氏的主要據點。
江戶時代後大部分地區成為福井藩的領地，另外也有少部分區域屬於西尾藩、郡上藩、小濱藩、丸岡藩，同時也有幕府直屬領及旗本領，19世紀末明治維新後，原屬幕府及旗本的領地在1871年被劃入新設立的本保縣，在同年實施的廢藩置縣後，其餘原屬各藩的領地則改隸屬福井縣、西尾縣、郡上縣、小濱縣、丸岡縣，不過在同年底進行的第一次府縣整併中，全數區域被整併至敦賀縣，但敦賀縣在1876年遭到廢除，位於木芽峠以北的南條郡被併入石川縣，直到1881年才將原本敦賀縣的轄區重新恢復設縣，不過重新設立的縣因為縣廳設在福井，因而命名為福井縣。
1878年石川縣實施郡區町村編製法時，正式設置近代的行政區劃「南條郡」，並在武生蓬萊町（位於現在的越前市）設置「南條今立郡役所」，同時管轄南條郡和今立郡。

### 沿革

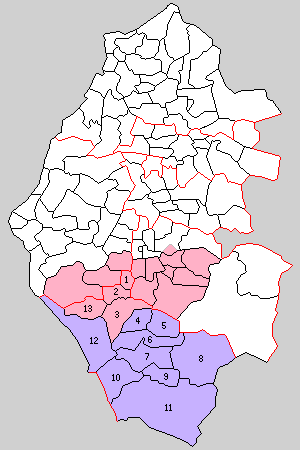
1889年南條郡轄下的行政區劃：
1.武生町、2.茶臼山村、3.王子保村、4.南日野村、5.北杣山村、6.南杣山村、7.湯尾村、8.宅良村、9.今庄村、10.鹿蒜村、11.鹿見村、12.河野村、13.坂口村
（紅色：現屬越前市、紫色：現屬南越前町）

- 1889年4月1日：實施町村制，南條郡下設：武生町（日语：武生町）、茶臼山村（日语：神山村 (福井県)）、王子保村（日语：王子保村）、南日野村（日语：南日野村）、北杣山村（日语：北杣山村）、南杣山村（日语：南杣山村）、湯尾村（日语：湯尾村）、宅良村（日语：宅良村）、今村、鹿蒜村（日语：鹿蒜村）、鹿見村（日语：堺村 (福井県)）、河野村（日语：河野村 (福井県)）、坂口村（日语：坂口村）。（1町12村）
- 1890年3月6日：鹿見村改名為堺村（日语：堺村 (福井県)）。
- 1890年5月7日：茶臼山村改名為神山村（日语：神山村 (福井県)）。
- 1891年4月1日：實施郡制（日语：郡制），郡役所設於武生町。
- 1923年4月1日：廢除郡會和郡參事會。
- 1926年7月1日：廢除郡役所，此後郡不再作為行政區劃，只作為地名的表示。
- 1948年4月1日：武生町和神山村合併為武生市（現已合併為越前市），並脫離南條郡。（11村）
- 1951年3月30日：坂口村被併入武生市。（10村）
- 1951年4月1日：鹿蒜村被併入今庄村。[2]（9村）
- 1954年1月1日：南日野村、北杣山村、南杣山村合併為南條村（日语：南条町）。[2]（7村）
- 1954年7月5日：王子保村被併入武生市。（6村）
- 1955年4月1日：今庄村、堺村、宅良村、湯尾村合併為今町。[2]（1町2村）
- 1964年9月1日：南條村改制為南條町（日语：南条町）。[2]（2町1村）
- 2005年1月1日：今庄町、南條町、河野村合併為南越前町。[2]（1町）

### 變遷表
| 1889年4月1日 | 1889年 - 1912年           | 1912年 - 1944年           | 1945年 - 1954年           | 1955年 - 1989年           | 1989年 - 現在               | 現在                        |
| ------------ | ------------------------- | ------------------------- | ------------------------- | ------------------------- | --------------------------- | --------------------------- |
| 武生町       | 武生町                    | 武生町                    | 1948年4月1日 合併為武生市 | 武生市                    | 2005年10月1日 合併為越前市  | 2005年10月1日 合併為越前市  |
| 茶臼山村     | 1890年5月7日 改名為神山村 | 1890年5月7日 改名為神山村 | 1948年4月1日 合併為武生市 | 武生市                    | 2005年10月1日 合併為越前市  | 2005年10月1日 合併為越前市  |
| 坂口村       | 坂口村                    | 坂口村                    | 1951年3月30日 併入武生市  | 武生市                    | 2005年10月1日 合併為越前市  | 2005年10月1日 合併為越前市  |
| 王子保村     | 王子保村                  | 王子保村                  | 1954年7月5日 併入武生市   | 武生市                    | 2005年10月1日 合併為越前市  | 2005年10月1日 合併為越前市  |
| 南日野村     | 南日野村                  | 南日野村                  | 1954年1月1日 合併為南條村 | 1964年9月1日 改制為南條町 | 2005年1月1日 合併為南越前町 | 2005年1月1日 合併為南越前町 |
| 北杣山村     |                           |                           | 1954年1月1日 合併為南條村 | 1964年9月1日 改制為南條町 | 2005年1月1日 合併為南越前町 | 2005年1月1日 合併為南越前町 |
| 南杣山村     |                           |                           | 1954年1月1日 合併為南條村 | 1964年9月1日 改制為南條町 | 2005年1月1日 合併為南越前町 | 2005年1月1日 合併為南越前町 |
| 湯尾村       | 湯尾村                    | 湯尾村                    | 湯尾村                    | 1955年4月1日 合併為今町   | 2005年1月1日 合併為南越前町 | 2005年1月1日 合併為南越前町 |
| 宅良村       |                           |                           |                           | 1955年4月1日 合併為今町   | 2005年1月1日 合併為南越前町 | 2005年1月1日 合併為南越前町 |
| 今村         |                           |                           |                           | 1955年4月1日 合併為今町   | 2005年1月1日 合併為南越前町 | 2005年1月1日 合併為南越前町 |
| 鹿蒜村       | 鹿蒜村                    | 鹿蒜村                    | 1951年4月1日 併入今村     | 1955年4月1日 合併為今町   | 2005年1月1日 合併為南越前町 | 2005年1月1日 合併為南越前町 |
| 鹿見村       | 1890年3月6日 改名為堺村   | 1890年3月6日 改名為堺村   | 1890年3月6日 改名為堺村   | 1955年4月1日 合併為今町   | 2005年1月1日 合併為南越前町 | 2005年1月1日 合併為南越前町 |
| 河野村       |                           |                           |                           |                           | 2005年1月1日 合併為南越前町 | 2005年1月1日 合併為南越前町 |

## 註解
1. ↑  於1871年第一次設立的福井縣，與現在的福井縣沒有直接關係。
2. ↑  於1881年第二次設立的福井縣，與1871年設立的福井縣沒有直接關係。